# Dactylaspis crotonis
Dactylaspis crotonis är en insektsart som först beskrevs av Cockerell 1893.  Dactylaspis crotonis ingår i släktet Dactylaspis och familjen pansarsköldlöss. Inga underarter finns listade i Catalogue of Life.